# Cybianthus ptariensis
Cybianthus ptariensis là một loài thực vật có hoa trong họ Anh thảo. Loài này được (Steyerm.) Pipoly mô tả khoa học đầu tiên năm 1987.